# Gic-Hathalom megállóhely
Gic-Hathalom megállóhely egy megszűnt Veszprém vármegyei vasúti megállóhely, melyet a MÁV üzemeltetett Gic településen.
A község nyugati határszélén található – a megálló néhány létesítménye és egyik őrháza már Bakonytamási közigazgatási területén helyezkedett el –, közúti megközelítését a 83 304-es számú mellékút (települési nevén Vasút utca) biztosította, amely Gic lakott területének nyugati szélén ágazik ki dél felé a 832-es főútból, a Győrtől idáig vezető 8309-es út egyenes folytatásaként.

## Vasútvonalak
A megállóhelyet az alábbi vasútvonalak érintették:
- Környe–Pápa-vasútvonal

## Kapcsolódó állomások
A megállóhelyhez az alábbi állomások vannak a legközelebb:
- Románd megállóhely (Tatabánya vasútállomás, Környe–Pápa-vasútvonal)
- Bakonytamási megállóhely (Pápa vasútállomás, Környe–Pápa-vasútvonal)